# Ломоносове
Ломоно́сове (до 1948 року переселенська ділянка № 15, крим. Lomonosove) — село Білогірського району Автономної Республіки Крим.
Відстань від райцентру до населеного пункта становить 39 кілометрів по прямій.
У 2023 році у проєкті Постанови Верховної Ради України «Про перейменування деяких населених пунктів Автономної Республіки Крим» село запропоновано перейменувати на Степове.

## Населення
Згідно з переписом УРСР 1989 року чисельність наявного населення села становила 489 осіб, з яких 227 чоловіків та 262 жінки.
За переписом населення України 2001 року в селі мешкало 748 осіб.

### Мова
Розподіл населення за рідною мовою за даними перепису 2001 року:
| Мова              | Відсоток |
| ----------------- | -------- |
| українська        | 40,56 %  |
| кримськотатарська | 33,07 %  |
| російська         | 26,24 %  |

## Уродженці
- Олександр Парійчук — український військовий, загинув 13 січня 2023 року внаслідок ворожого ракетного обстрілу командно-спостережного поста в районі міста Сіверськ на Донеччині.[6]